# Phaius villosus
Phaius villosus är en orkidéart som först beskrevs av Louis Marie Aubert Du Petit-Thouars, och fick sitt nu gällande namn av Carl Ludwig von Blume. Phaius villosus ingår i släktet Phaius och familjen orkidéer.
Artens utbredningsområde är Mauritius. Inga underarter finns listade i Catalogue of Life.